# Чужі (фільм, 1961)
«Чужі» (лит. Svetimi) — радянський чорно-білий художній фільм-драма 1961 року, зфільмований режисером Маріонасом Ґедрісом на Литовській кіностудії.

## Синопсис
Відсидівши у в'язниці тривалий термін за зв'язок із націоналістичними бандами Вількішюс (Бронюс Бабкаускас) повернувся до села. Після смерті матері його дочка Ірена виховувалась у дитячому будинку і тепер, коли він повернувся, вона вирішила переїхати з колгоспного гуртожитку до старого будинку. Але батько не зміг жити з дочкою під одним дахом. Не прийнявши нових умов колгоспного життя, Вількішюс покидає село.

## У ролях
- Ґражина Баландіте[lt] — Ірена (дублював Л. Чупіро)
- Стасис Петронайтіс[lt] — Антанас Довейка (дублював П. Кашлаков)
- Бронюс Бабкаускас[lt] — Вількішюс (дублював Ю. Копелян)
- Альбертас Шульцас — Едвардас (дублював Ю. Соловйов)
- Казиміра Кімантайте[lt] — мати Едвардаса (дублювала Т. Тимофєєва)
- Наполеонас Накас[lt] — дядько Казимір (дублював М. Гаврилов)
- Констанція Кучінскайте — Ельвіра, подруга Вількішюса (дублувала М. Блінова)
- Кястутіс Станейка — Йонас (дублював В. Колокольцев)
- Вінцас Алекнавічюс — епізод (дублював А. Олеванов)
- Александрас Кярнаґіс[lt] — могильник (дублював А. Подгур)
- Аурелія Мікушаускайте — тезка Ірени
- Валдас Ятаутіс[lt] — епізод
- Еуґеніюс Іґнатавічюс — епізод
- Александр Шіманскіс[lt] — епізод
- Альґіс Швейкаускас — епізод
- С. Ейдукайтіте — епізод
- С. Марцинкявічюс — епізод
- Н. Віконіте — епізод
- К. Жичюс — епізод

## Знімальна група
- Режисер — Маріонас Ґедріс
- Сценаристи — Антанас Йонінас, Юозас Пожера
- Оператори — Альґірдас Арамінас, Робертас Верба
- Композитор — Юозас Індра
- Художники — Альґірдас Нічюс, Нійоле-Яніна Клішюте